# Британская имперская и американская системы измерения

Красным цветом отмечены регионы, использующие неметрические системы как основные

Британская имперская и американская системы измерения (англ. British Imperial and US customary measurement systems) — система единиц физических величин, используемая в США, Мьянме, Либерии, частично в Канаде. Отдельные из этих мер в ряде стран несколько различаются по своему размеру, поэтому ниже приводятся в основном округлённые метрические эквиваленты английских мер, удобные для практических расчётов.
Английская система мер берет своё начало из римской системы мер. С XX века постепенно меры английской системы вытесняются метрической системой мер.

## Мерыдлины
- 1 лига (league, Великобритания и США) = 3 милям = 24 фурлонгам = 4828,032 метра.
- 1 морская миля (nautical mile, Великобритания) = 10 кабельтовым = 1,853257 км = 1853,257 м
- 1 морская миля (nautical mile, США, с 1 июля 1954) = 1,852 км = 1852 м
- 1 кабельтов (cable, Великобритания) = 185,3184 м
- 1 кабельтов (cable, США) = 185,3249 м
- 1 уставная миля (statute mile) = 8 фурлонгам = 5 280 футам = 1609,344 м
- 1 фурлонг (или фарлонг) (furlong) = 10 чейнам = 201,168 м
- 1 чейн (chain) = 4 родам = 100 линкам = 20,1168 м
- 1 род (rod, pole, perch, поль, перч) = 5,5 ярдам = 5,0292 м
- 1 ярд (yard) = 3 футам = 0,9144 м
- 1 фут (foot) = 3 хэндам = 12 дюймам = 0,3048 м
- 1 хэнд (hand) = 4 дюймам = 10,16 см
- 1 барликорн (barleycorn) = 1/3 дюйма ≈ 8,4667 мм
- 1 дюйм (inch) = 12 линиям = 72 точкам = 1000 милам = 2,54 см
- 1 линия (line) = 6 точкам ≈ 2,1167 мм
- 1 точка (point) ≈ 0,353 мм
- 1 мил (mil) = 0,0254 мм

## Мерыплощади
- 1 миля² (square mile) = 640 акрам = 2,59 км²
- 1 акр (acre) = 4 рудам = 4046,86 м²
- 1 руд (rood) = 40 род² = 1011,71 м²
- 1 род² (square rod) (поль², перч²) = 30,25 ярд² = 25,293 м²
- 1 ярд² (square yard) = 9 фут² = 0,83613 м²
- 1 фут² (square foot) = 144 дюйм² = 929,03 см²
- 1 дюйм² (square inch) = 6,4516 см²

## Меры веса (масса)

### Британская имперская система мер массы
- 1 тонна большая (длинная) (long ton) = 20 хандредвейтам (квинталам) = 2240 фунтов = 1016,05 кг
- 1 киль = 8 челдронам = 424 хандредвейтам = 47 488 фунтам = 21 540,16 кг
- 1 челдрон для угля (chaldron) = 1/8 киля = 53 хандредвейтам = 5936 фунтам = 2692,52 кг
- 1 вей = 2–3 хандредвейтам = 101,6–152,4 кг
- 1 квинтал (quintal) = 1 большому хандредвейту (long hundredweight) = 8 стоунам = 112 фунтам = 50,802 кг
- 1 центал (центнер) = 1 малому хандредвейту (short hundredweight) = 100 фунтам = 45,36 кг
- 1 слаг = 14,6 кг
- 1 тод (tod, «груз») = 1 длинному квартеру = 1/4 большого хандредвейта = 28 фунтам = 2 стоунам = 12,7 кг
- 1 стоун (stone, «камень») = 1/2 большого квартера = 1/8 большого хандредвейта = 14 фунтам = 6,350293 кг
- 1 клов (уст.) = 1/2 стоуна = 1/16 хандредвейта = 7 фунтам = 3,175 кг (ранее величина клова составляла 6,25—8 фунтов = 2,834—3,629 кг)
- 1 квартерн = 1/4 стоуна = 3,5 фунта = 1,588 кг
- 1 фунт (pound, лат. pondus, сокр. lb) = 16 унциям = 7000 гранов = 453,59237 г
- 1 унция (ounce, oz) = 16 драхмам = 437,5 грана = 28,349523125 г
- 1 драхма (dram)= 1/16 унции = 27,34375 грана = 1,7718451953125 г
- 1 гран (grain, лат. granum, сокр. gr) (до 1985 года) = 64,79891 мг

### Американская система мер массы
- 1 тонна малая (короткая) (short ton, США, Канада и др.) = 20 хандредвейтам малым (центалам) = 2000 фунтов = 32 000 унций = 907,185 кг
- 1 квинтал = 1 хандредвейту = 100 фунтам = 1 центалу = 45,36 кг
- 1 слаг = 14,6 кг
- 1 квартер короткий (short quarter, «четверть») = 1/4 малого хандредвейта = 25 фунтам = 11,34 кг
- 1 стоун = 14 фунтам = 6,35 кг

## Аптекарские и тройские (для драгоценных металлов и камней) меры
Различаются аптекарские и тройские (для драгоценных металлов и камней) меры:
- аптекарская система мер веса применялась в области фармацевтики, в ней использовались фунт, унция, драхма, скрупул, гран, миним;
- монетная (тройская) система мер веса используется ювелирами и в монетном дворе. Основные величины — фунт, унция, пеннивейт, карат, гран; также эта система используется при изготовлении боеприпасов;

### Меры веса аптекарские
Британская аптекарская система мер веса в XV—XX веках применялась в области фармацевтики, в ней использовались фунт, унция, драхма, скрупул и гран. При этом аптекарские величины фунта, унции, драхмы отличались от величин такого названия для коммерческого использования.
| Фунт         |         |           |           |           |
| Унция        | Унция   | Унция     | Унция     | 12        |
| Драхма       | Драхма  | Драхма    | 8         | 96        |
| Скрупул      | Скрупул | 3         | 24        | 288       |
| Гран         | 20      | 60        | 480       | 5760      |
| 0,06479891 г | 1,296 г | 3,88793 г | 31,1035 г | 373,242 г |

| Галлон          |                 |                    |                   |                     |
| Унция жидкая    | Унция жидкая    | Унция жидкая       | Унция жидкая      | 160                 |
| Драхма жидкая   | Драхма жидкая   | Драхма жидкая      | 8                 | 1,280               |
| Скрупул жидк.   | Скрупул жидк.   | 3                  | 24                | 3,840               |
| Миним           | 20              | 60                 | 480               | 76,800              |
| 0,059 мл        | 1,184 мл        | 3,55163 мл         | 28,413 мл         | 4,546 л             |
| 0,96 ам. минима | 19,2 ам. минима | 0,96 ам. ж. драхмы | 0,96 ам. ж. унции | 1,20095 ам. галлона |

### Монетная (тройская) система мер веса
Система используется ювелирами и в монетном дворе. Основные величины — фунт, унция и пеннивейт.
- 1 фунт = 12 унциям = 5 760 гранам = 373,242 г
- 1 фунт тройский = 0,822857 фунта массы = 13 унциям 72,5 гранам
- 1 фунт массы = 1,215277 фунта тройского = 1 фунту тройск. 2 унциям 280 гранам
- 1 унция (Тройская унция) (uncia, oz) = 8 драхмам = 24 скрупулам = 480 гранам = 31,1034768 г
- 1 драхма тройская (до 1975 года) = 1/96 тройского фунта = 2,5 пеннивейта = 1/8 унции = 3 скрупулам = 60 гранам = 3,88793 г
- 1 пеннивейт (англ. pennyweight — вес пенни) = 24 гранам = 1,55517384 г
- 1 карат = 3,086 грана = 200 мг
- 1 гран (granum; до 1985 года) = 20 майтам = 480 дойтам = 9600 периотам = 230 400 блэнкам = 64,79891 мг
- 1 майт = 24 дойтам = 480 периотам = 11 520 блэнкам = 3,24 мг
- 1 дойт = 20 периотам = 480 блэнкам = 0,135 мг
- 1 периот (periot) = 24 блэнкам = 1/20 дойта = 0,00675 мг
- 1 блэнк (blank) = 0,000281245 мг

| Унция          | Унция      | Унция     | Унция     | Унция       | Унция     | Унция       |
| -------------- | ---------- | --------- | --------- | ----------- | --------- | ----------- |
| Пеннивейт      | Пеннивейт  | Пеннивейт | Пеннивейт | Пеннивейт   | Пеннивейт | 20          |
| Гран           | Гран       | Гран      | Гран      | Гран        | 24        | 480         |
| Майт           | Майт       | Майт      | Майт      | 20          | 480       | 9600        |
| Дойт           | Дойт       | Дойт      | 24        | 480         | 11 520    | 230 400     |
| Периот         | Периот     | 20        | 480       | 9 600       | 230 400   | 4 608 000   |
| Блэнк          | 24         | 480       | 11 520    | 230 400     | 5 529 600 | 110 592 000 |
| 0,000281245 мг | 0,00675 мг | 0,135 мг  | 3,24 мг   | 64,79891 мг | 1,555 г   | 31,1035 г   |

## Меры объема для жидкостей

### Британская имперская система мер для жидкостей
- 1 бат («торец») = 108—140 галлонам = 490,97—636,44 л (дм³, около 2 хогзхедов)
- 1 бат пива = 108 галлонам = 17,339 фут³ = 490,97 л
- 1 пайп = 105 галлонам = 2 хогзхедам = 477,34 л (дм³)
- 1 хогсхед (большая бочка, «кабанья голова») = 52,5 имперским галлонам = 238,67 л (дм³)
- 1 баррель = 31—42 галлонам = 140,9—190,9 л (дм³)
- 1 баррель для жидкости (пива) (баррель (единица объёма)) = 36 имперским галлонам = 163,65 л (дм³)
- 1 баррель для сырой нефти = 34,97 галлона = 158,988 л (дм³)
- 1 килдеркин = 1/2 барреля = 2 феркинам = 16—18 галлонам = 72,7—81,8 л (дм³)
- 1 феркин (fir; «маленький бочонок») = 1/6 хогсхеда = 1/4 барреля = 1/2 килдеркина = 8—9 галлонам = 36 квартам = 36,3—40,9 л (дм³)
- 1 имперский галлон = 4 квартам = 8 пинтам = 32 джиллам = 160 жидк. унциям = 4,546 л (дм³)
- 1 потл = 1/2 импер. галлона = 2 квартам = 2,27 л (дм³)
- 1 кварта = 1/4 импер. галлона = 2 пинтам = 1,1365 л (дм³)
- Большие бутылки, распространенные в Европе и в Великобритании (см. шампанское):
  - 1 Мелхиседек (Melchizedek) = 40 бутылкам = 30 литрам
  - 1 Примат (Primat) = 36 бутылкам = 27 литрам
  - 1 Соломон = 25 литрам
  - 1 Мельхиор (Melchior)= 24 бутылкам = 18 литрам
  - 1 Навуходоносор (Nebuchadnezzar) = 20 бутылкам = 15 литрам
  - 1 Валтасар (Balthazar) = 16 бутылкам = 12 литрам
  - 1 Салманасар (Salmanazar) = большой винной бутылке = 12 бутылкам = 9 литрам
  - 1 Мафусаил (Methuselah) = 8 бутылкам = 6 литрам
  - 1 Ровоам (Rehoboam) = 6 бутылкам = 4,5 литра
  - 1 Иеровоам (Jeroboam, двойная Magnum bottle) = 4 бутылкам = 3 литрам
  - 1 Магнум (Magnum bottle) = 2 бутылкам = 1,5 литра
- 1 бутылка молока = 1 кварте = 946,36 мл
- 1 бутылка виски = 1 пятой = 757,1 мл
- 1 бутылка шампанского = 2/3 кварты = 630,91 мл (французское шампанское, 750 мл)
- 1 бутылка вина = 750 мл = 25,3605 жидкой унции
- 1 бакет («ковш») неофициальная единица = 5 импер. галлонам = 18,927 л
- 1 филет = 1/2 бутылки шампанского = 375 мл
- 1 пинта = 1/8 импер. галлона = 1/2 кварты = 4 джиллам (гиллам) = 20 унциям жидким = 34,678 дюйма³ = 0,568 261 л (дм³)
- 1 джилл (гилл) = 1/4 пинты = 5 жидк. унциям = 8,670 дюйма³ = 0,142 л (дм³)
- 1 чашка для завтрака = 1/2 пинты = 10 жидк. унциям = 17,339 дюйма³ = 1,2 ам. чашки = 284 мл
- 1 столовая ложка = 3 чайным ложкам = 4 жидк. драхмам = 1/2 жидкой унции = 14,2 мл
- 1 чайная ложка = 1/3 столовой ложки = 1 1/3 жидк. драхмы = 4,7 мл (из другого источника: = 1/8 жидк. унции = 3,55 мл (традиц.), мед. и кухня = 5 мл)
- 1 винная рюмка, бокал = 16 жидк. драхмам = 2 жидк. унциям = 56,8 мл; по другим данным, равна 2,5 жидк. унциям = 5 столовых ложкам = 1/2 джилла = 71 мл
- 1 унция жидкая (fl oz) = 1/20 пинты = 1/5 джилла = 8 жидк. драхмам = 24 жидк. скрупулам = 1,733 871 дюйма³ = 28,413063 мл (см³)
- 1 драхма жидкая (1878 — 1 февраля 1971 года) = 3 жидк. скрупулам = 1/8 жидк. унции = 60 минимам = 0,96 ам. жидк. драхмы = 0,216734 дюйма³ = 3,551633 мл
- 1 жидк. скрупул аптек. (1878 — 1 февраля 1971 года) = 1/3 жидк. драхмы = 1/24 жидк. унции = 20 минимам = 19,2 ам. минима = 1,18388 мл
- 1 миним аптек. (1878 — 1 февраля 1971 года) = 1/60 жидк. драхмы = 1/20 жидк. скрупула = 0,96 ам. минима = 0,05919 мл

### Американская система мер для жидкостей
- 1 баррель = 31–42 галлонам = 140,6–190,9 литра
- 1 баррель для жидкости = 31,5 галлона[источник не указан 4204 дня] = 119,2 л (дм³)
- 1 баррель для сырой нефти = 42 галлона = 158,988 л (дм³)
- 1 галлон амер. = 0,833 галлона англ. = 3,785 л (дм³)
- 1 кварта амер. = 0,833 кварты англ. = 0,946 л (дм³)
- 1 пинта жидкая амер. = 4 джилла амер. = 1/8 амер. галлона = 0,473 л (дм³)
- 1 джилл (гилл) = 1/4 пинты амер. = 0,118 л (дм³)
- 1 унция жидкая (fl oz) = 1/128 галлона = 1,041 унции англ. = 2 ст. ложкам = 1/8 стакана = 1/4 джилла амер. = 29,56 мл (см³)
- 1 рюмка = 16 жидк. драхмам = 2 унциям = 1/4 стакана = 59,12 мл
- 1 драхма жидкая = 1/8 жидкой унции = 3,6966 мл
- 1 столовая ложка (ст. л.) = 3 чайным ложкам (ч. л.) = 4 жидк. драхмам = 1/2 жидк. унции = 14,8 мл
- 1 чайная ложка (ч. л.) = 1/3 столовой ложки (ст. л.) = 1 1/3 жидк. драхмы = 4,9 мл
- 1 чайная ложка = 60 каплям (0,08 мл)
- 1 кофейная ложка = 1/2 ч. л. = 2,45 мл
- 1 ложечка для приправ = 1/4 ч. л. = 1,225 мл
- 1 миним = 1/60 жидк. драхмы = 0,06 мл

## Меры объема для сыпучих тел

### Британская имперская система мер для сыпучих тел
- 1 челдрон (челдер; chd; «котел, большой чайник») = 32—36 бушелям = 1268—1309 л (дм³)
- 1 квартер = 2 коумам = 64 галлонам = 8 бушелям = 290,93 л (дм³)
- 1 коум = 4 бушелям = 32 галлонам = 145,475 л (дм³)
- 1 баррель для сыпучих тел = 36—40 галлонам = 163,6—181,7 л (дм³)
- 1 сак («мешок») = 3 бушелям = 109,05 л (дм³)
- 1 страйк = 2 бушелям = 72,73 л (дм³)
- 1 бушель = 4 пекам = 8 галлонам = 32 сух. квартам = 64 сух. пинтам = 1,032 ам. бушеля = 2219,36 дюйма³ = 36,36872 л (дм³)
- 1 пек = 2 галлонам = 1,032 пека ам. = 9,092 л (дм³)
- 1 галлон = 4 квартам = 8 пинтам = 4,546 л (дм³)
- 1 кварта = 2 пинтам = 1,032 кварты ам. = 1,136 л (дм³)
- 1 квартерн сух. (четверть) = 1/4 пека = 2 квартам = 2,2731 л
- 1 пинта = 0,568261 л (дм³)

### Американская система мер для сыпучих тел
- 1 квартер = 2 коумам = 64 галлонам = 8 бушелям = 282 л
- 1 коум = 4 бушелям = 32 галлонам = 141 л
- 1 баррель для сыпучих тел =117,3—158,98 л
- 1 бушель = 0,9689 англ. бушеля = 35,2393 л; по другим данным, равен 35,23907017 л = 9,309177489 американского галлона
- 1 пек амер. = 0,9689 пека англ. = 8,81 л
- 1 галлон = 4,405 л
- 1 кварта амер. = 1,101 л
- 1 пинта сухая амер. = 1/64 бушеля = 1/8 галлона = 0,551 литра
- 1 унция (uncia, oz) = 16 драхмам = 437,5 грана = 28,35 г

## Другие меры
- Британская термическая единица (британская тепловая единица, BTU, англ. British thermal unit) — единица измерения энергии. BTU определяется как количество тепла, необходимое для подогрева 1 фунта воды на 1 градус Фаренгейта.